# Mount Mbeya
Der Mount Mbeya (auch Mbeya Peak genannt) ist ein 2895 Meter hoher Berg in Tansania.
Der Berg liegt nördlich der Stadt Mbeya. Er ist die höchste Erhebung des Mbeya-Range und ist Teil des Ostafrikanischen Grabenbruchs. Es sind zwei Routen bekannt, die zum Gipfel führen.